# Bisallardiana gymnopleura
Bisallardiana gymnopleura är en skalbaggsart som beskrevs av Fischer von Waldheim 1823. Bisallardiana gymnopleura ingår i släktet Bisallardiana och familjen Cetoniidae. Inga underarter finns listade.